# Нурмухамедов Марат
Нурмухамедов Марат (6 січня 1930 року, Турткуль, КК АРСР — 20 червень 1986, Ізмір) — великий радянський і узбецький учений, організатор і керівник науки, суспільно-політичний діяч. Перший Голова Каракалпацької філії АН Узбецької РСР (жовтень 1959), перший каракалпацький академік Академії наук Узбецької РСР (16 березня 1974), доктор філологічних наук (1965), член-кореспондент Академії наук Узбецької РСР (25 лютого 1966), професор (1968). Автор понад 400 монографій, книг, підручників, брошур та інших публікацій каракалпацькою, узбецькою, російською, деякі з яких перекладені туркменською, казахською, українською, англійською, угорською, турецькою та іншими мовами.
Коло наукових інтересів і досліджень академіка М. К. Нурмухамедова охоплювала загальні проблеми теорії та історії літератури, питання взаємозв'язку літератури і культури народів Сходу, розвиток літературних жанрів, художнього методу, письменницької майстерності, фольклорно-літературної взаємодії, культурної спадщини, історії релігій народів світу, питання націй і національних відносин, тюркології та етнографії.

## Життєпис
У рік арешту батька (1937) Марат пішов у перший клас школи в місті Ходжейлі. Середню школу закінчив у Нукусі. Мова навчання в школі — російська. У шкільні роки багато читав, цікавився історією, особливо середніх століть, що допомогло йому під час навчання в інституті і в аспірантурі. Любов до читання, допитливість прищепила йому його улюблена старша сестра Таджігуль. Певну роль у формуванні майбутніх інтересів М. К. Нурмухамедова зіграв відомий дослідник краю, тюрколог, фольклорист доктор філологічних наук, професор М. О. Баскаков, який жив поруч і дружив з його батьками. Перші знання в російській мові він отримав завдяки спілкуванню з Баскаковим.
У 1950 році М. Нурмухамедов закінчив Нукуський державний педагогічний інститут.
У студентські роки дотримувався принципу бути активним у багатьох сферах життя, займався різними видами спорту, особливо футболом, і перший з каракалпаків закінчив курси з підготовки тренерів і суддів з футболу, був творцем домашнього літературно-поетичного гуртка, любив малювати, грати на мандоліні.
У вересні 1950 рік стає аспірантом Інституту сходознавства АН СРСР. На його ерудованість звернув увагу відомий учений, професор Бертельс Євген Едуардович, який став науковим керівником Марата Нурмухамедова.
Після московської аспірантури був старшим науковим співробітником, зав. відділом, заступником директора Каракалпацького комплексного науково-дослідного інституту економіки і культури АН Узбекистану (1953—1959). Паралельно, за сумісництвом, читав лекції з філології в Нукуському педінституті (1954—1957). За сумісництвом — редактор журналу «Амудар'я» (1957—1960), голова Правління Союзу письменників Каракалпацької АРСР, член Спілки письменників СРСР (квиток № 13021), брав участь в 3-му з'їзді СП СРСР і обраний членом Правління Спілки письменників СРСР (1959—1967 ; квиток № 83). У жовтні 1959 року М.К Нурмухамедов, у віці 29 років, стає першим Головою створеної Каракалпацької філії АН УзРСР.